# Aeródromo Refugio del Lago
El Aeródromo Refugio del Lago (OACI: SCOL) es un terminal aéreo ubicado en la localidad de  Puyehue, Provincia de Osorno, Región de Los Lagos, Chile. Es de propiedad privada.